# Oguri Fuyō

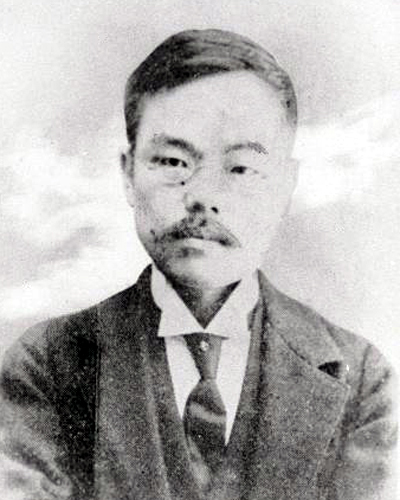
Oguri Fuyō

Oguri Fuyō (japanisch 小栗 風葉, eigentlich Oguri Isoo (小栗 磯夫); geboren 3. Februar 1875 in Handa (半田町), Landkreis Chita (知多郡)  in der Präfektur Aichi; gestorben 15. Januar 1926) war ein japanischer Schriftsteller der Meiji- und Taishō-Zeit.

## Leben und Werk
Oguri Fuyō wurde als Sohn eines dörflichen Apothekers geboren. Er interessierte sich früh für Bücher, ein Literaturstudium gelang ihm jedoch nicht. 1891 schloss er sich einer Gruppe von Schriftstellern an, die sich „Ken’yū-sha“ (勧誘社) nannte. Seine ersten Erfolge kamen in den Jahren 1896 bis 1897 mit einer Serie von melodramatisch-romantischen Familiengeschichten, wie „Neoshiro“ (寝白粉) und „Kikkō-zuru“ (亀甲鶴), in denen es um Sex, Liebe und Suizid geht. Nach 1900 wandte er sich dem Naturalismus zu und schrieb mehr realistische Geschichten.
„Jugend“ (青春, Seishun), das in drei Fortsetzungen von 1905 bis 1906 erschien, und bei dem Oguri sich stark an Turgenews „Rudin“ anlehnte, gilt als sein bestes Werk. Oguri bleibt in Erinnerung für seinen lebhaften Stil und, gefördert von seinem Vorbild Ozaki Kōyō, für seine Beiträge zur Entwicklung der japanischen Belletristik.